# استرا بیلتاویر
استرا بیلتاویر (انگلیسی: Astra Biltauere؛ زادهٔ october ۹, ۱۹۴۴ (۸۰ سال)) ورزشکار والیبال اهل لتونی است.
وی در مسابقات کشوری و بین‌المللی در مجموع برندهٔ ۱ مدال نقره شده‌است.